# Édouard Jean Marie Duclos
Pour les articles homonymes, voir Duclos.
Édouard Jean Marie Duclos est un homme politique français né le 27 juin 1811 à Rennes (Ille-et-Vilaine) et décédé le 6 avril 1875 à Paris.
Notaire à Rennes, il est conseiller général du canton de Bécherel de 1852 à 1864 et député d'Ille-et-Vilaine de 1852 à 1863, siégeant dans la majorité dynastique soutenant le Second Empire, puis comme indépendant. 

## Décorations
- Chevalier de la Légion d'Honneur ;
- Commandeur de l'Ordre de Saint-Grégoire-le-Grand.

## Sources
- « Édouard Jean Marie Duclos », dans Adolphe Robert et Gaston Cougny, Dictionnaire des parlementaires français, Edgar Bourloton, 1889-1891 [détail de l’édition]